# Philipp Friedrich Buchner
Pour les articles homonymes, voir Buchner.
Philipp Friedrich Buchner est un compositeur allemand de la période baroque, né à Wertheim le 11 septembre 1614 et mort à Wurtzbourg le 23 mars 1669.

## Biographie
Buchner reçoit sa formation musicale dans la chorale de Francfort, auprès de Johann Andreas Herbst (de). Adulte il devient organiste à la Barfüßerkirche de Francfort (depuis 1789 église Saint-Paul de Francfort). Après plusieurs voyages, entre autres en Pologne où il deviendra maître de chapelle à Cracovie, le protestant se convertit au catholicisme. En Italie, il entra en contact avec le « style moderne » de l'école de Claudio Monteverdi. Son retour en Allemagne s'est fait via la France.
De retour, il devient maître de chapelle à la cour du prince-évêque Jean-Philippe de Schönborn à Wurtzbourg et suivra celui-ci en 1647 à Mayence.
En 1661 furent édités ses nouveaux livres de chant, que l'évêque avait commandés ; il collabora aussi à l'édition des Mainzer Chorbücher en 1666.

## Œuvres
Son œuvre contient de la musique vocale et instrumentale qui, par leur style, semblait innovatrice pour ses contemporains. Entre autres sont connues des cantates, les 15 sonates du Plectrum musicum opus 4 (1662) et son Harmonia instrumentalis de 1664.